# Miss A影視作品列表
miss A影視作品包含miss A（韓語：미쓰에이）參與的電影、電視劇、綜藝節目和廣播節目。miss A是隸屬於韓國JYP娛樂的四人女子團體，由中國籍的Fei和Jia、韓國籍的Min和Suzy四位成員組成。2011年為推廣韓國的觀光而拍攝互動式電影《你好》。2011年Fei、Jia和Min在Suzy主演的電視劇Dream High中客串演出，2012年全體成員以miss A在電視劇Dream High 2中客串演出。

## 電影
- 你好（2011年）

## 電視劇
- Dream High（2011年）
- Dream High 2（2012年）

## 綜藝節目

### 固定出演
- real miss A（2015年）

## 廣播節目

### DJ
- C-RADIO 偶像本色（2014年3月15日－至今）－ Fei和Jia[4]

## 主持
- KBS《逃出危機NO.1》（2012年3月19日）－Min和Suzy
- Y-STAR《秀！亞洲之星》（2012年9月1日）－Fei和Min
- MBC《Show! 音樂中心》（2012年11月10日）－Min和Suzy